# Dany (film)
Dany (Mon Ket) è un film del 2018 diretto da François Damiens.
La pellicola utilizza la tecnica del falso documentario per raccontare il rapporto padre-figlio tra il detenuto Daniel "Dany" Versavel e il tredicenne Sullivan. Si tratta del primo film con François Damiens alla regia.

## Accoglienza
Il film è stato campione d'incassi in Belgio, registrando oltre 100.000 unità al box office nazionale. In Francia, Dany è stato il terzo film più visto durante la sua settimana d'apertura, dietro Solo: A Star Wars Story e Deadpool 2.
Il film è stato accolto positivamente dalla critica. Sull'aggregatore di recensioni AlloCiné, Dany detiene un indice di gradimento di tre stelle su cinque, basato su 25 recensioni.

## Riconoscimenti
- 2019 – Premio Magritte[4]
  - Candidato come miglior film
  - Candidato come migliore attore a François Damiens
  - Candidato come migliore promessa maschile a Matteo Salamone